# Revestimiento (aviación)
El revestimiento en un avión es la superficie exterior que cubre gran parte de sus alas y el fuselaje. Los metales más utilizados en esta aplicación aeronáuticas el aluminio y las aleaciones de aluminio con otros metales, como el zinc, el magnesio y el cobre.

## Historia
A medida que avanzaba el siglo XX, el aluminio se convirtió en un metal imprescindible para la construcción de aviones. El bloque de cilindros del motor que hizo volar el avión de los hermanos Wright en Kitty Hawk en 1903 era una pieza hecha de una aleación fundida de aluminio que contenía un 8 % de cobre. Las palas de las hélice de aluminio aparecieron ya en el año 1907 y las cubiertas, asientos, capotas, soportes de fundición y piezas similares hechas de aluminio eran comunes ya al comenzar la Primera Guerra Mundial.
En 1916, L. Brequet diseñó un avión bombardero de reconocimiento que marcó el uso inicial del aluminio en la estructura de trabajo de un avión y en la aviación en general. Al finalizar la Primera Guerra Mundial, los aliados y Alemania emplearon las aleaciones de aluminio para el armazón estructural del fuselaje y los conjuntos de alas de sus aviones.

## Aleaciones para componentes del fuselaje
El fuselaje de los aviones ha sido una de las aplicaciones más exigente para las que se han usado las aleaciones de aluminio. Hacer una historia del desarrollo de las aleaciones de alta resistencia que es también registrar el desarrollo de los fuselajes de los aviones. El duraluminio, fue la primera aleación del aluminio tratable térmicamente de alta resistencia, fue empleada inicialmente por Alemania y los aliados para la estructura de aeronaves rígidas durante la Primera Guerra Mundial. El duraluminio era una aleación de aluminio, cobre y magnesio. Se originó en Alemania y se desarrolló en los Estados Unidos como la Alloy 17S-T (2017-T4). Se utilizó principalmente para fabricar planchas y placas en las estructuras de los aviones. La aleación 7075-T6 (límite elástico de 70 000 psi), era una aleación de Al-Zn-Mg-Cu, se introdujo en 1943. Desde entonces, la mayoría de las estructuras de aeronaves se han especificado con aleaciones de este tipo. El primer avión diseñado con la aleación 7075-T6 fue el bombardero de patrulla P2V de la Armada estadounidense. En 1951 se desarrolló una aleación de mayor resistencia en la misma serie, 7178-T6 (límite elástico de 78 000 psi), que generalmente, no ha desplazado a la aleación 7075-T6, que tiene una mayor probabilidad a las roturas. La aleación 7178-T6 se usa principalmente en partes estructurales donde el desempeño es crítico bajo mucha carga de compresión.
La aleación 7079-T6 fue introducida en los Estados Unidos en 1954. Fabricada en secciones forjadas de más de 3 pulgadas de espesor, que brinda una mayor resistencia y mayor ductilidad transversal que la 7075-T6. Ahora está disponible en varias utilizaciones como láminas, placas, extrusiones y piezas forjadas.
La aleación X7080-T7, que tiene mayor resistencia a la corrosión bajo tensión que la 7079-T6, se está desarrollando actualmente en piezas gruesas. Debido a que es relativamente insensible a la velocidad de enfriamiento, ya que se pueden producir buenas resistencias con bajas tensiones de enfriamiento en las secciones gruesas.
El revestimiento de aleaciones de aluminio se desarrolló inicialmente para aumentar la resistencia a la corrosión de la lámina 2017-T4 y, por lo tanto, para reducir los requisitos de mantenimiento de aeronaves hechas de revestimientos de aluminio. El revestimiento de la lámina 2017, y más tarde de la 2024-T3, consistía en aluminio de pureza comercial adherido metalúrgicamente a una o ambas superficies de las láminas.
La protección electrolítica, presente en condiciones de humedad o totalmente mojada, se basa en el potencial del electrodo considerablemente más alto del aluminio de pureza comercial en comparación con la aleación 2017 o 2024 en el templado T3 o T4. Cuando aparecieron 7075-T6 y otras aleaciones Al-Zn-Mg-Cu, se desarrolló una aleación de revestimiento de aluminio-zinc 7072 para proporcionar un potencial de electrodo relativo suficiente para proteger las nuevas aleaciones fuertes.
Las fundiciones de aleación de aluminio se han utilizado tradicionalmente en el hardware no estructural de los aviones, como soportes de poleas, cuadrantes, dobladores, clips, conductos y guías de ondas. También se han empleado ampliamente en cuerpos de válvulas complejos de los sistemas del control hidráulico. La filosofía de algunos fabricantes de aeronaves sigue siendo especificar piezas fundidas solo en lugares donde la falla de una pieza no puede causar la pérdida del avión. La redundancia en los sistemas de control hidráulico y por cable "permite" el uso de las piezas fundidas.
La soldadura y la soldadura por puntos de resistencia eléctrica se utiliza para unir estructuras secundarias, como carenados, capós de motores, dobleces, a mamparos y revestimientos. Las dificultades en el control de la calidad han resultado en una baja utilización de la soldadura por resistencia eléctrica para las estructuras primarias.
Las estructuras primarias hechas de aluminio soldadas por fusión en los aviones son prácticamente inexistentes, porque las aleaciones de alta resistencia utilizadas tienen baja soldabilidad y baja eficiencia en las uniones soldadas. Algunas de las aleaciones, como la 2024-T4, también reducen su resistencia a la corrosión en la zona afectada por el calor si se dejan en la condición soldada.
Los procesos de soldadura mejorados y las aleaciones soldables de mayor resistencia desarrolladas durante esta última década ofrecen nuevas posibilidades para las estructuras primarias soldadas. Por ejemplo, la soldabilidad y resistencia de las aleaciones 2219 y 7039, y la soldabilidad y resistencia de la X7005, abren nuevas puertas al diseño y la fabricación de estructuras aeronáuticas.

## Aeronave ligera
Los aviones ligeros tienen fuselajes principalmente de construcción semimonocasco totalmente de aluminio, sin embargo, algunos aviones ligeros tienen una construcción de carga de armadura tubular con tela o revestimiento de aluminio, o a veces ambos. El revestimiento de aluminio normalmente tiene un espesor práctico mínimo de 0,015 a 0,025 pulgadas. Aunque los requisitos de resistencia de este diseño son relativamente bajos, el revestimiento necesita un límite elástico y una dureza moderadamente altos para minimizar el daño al suelo causado por piedras, escombros, herramientas mecánicas y manipulación en general. Otros factores principales que se involucran en la selección de una aleación para este tipo de aplicación, son la resistencia a la corrosión, bajo costo y una buena apariencia. Las aleaciones 6061-T6 y alclad 2024-T3 son las opciones principales que cumplen con estos requisitos.
Las aleaciones más utilizadas para partes extruidas son la 2024-T4 para secciones de menos de 0,125 pulgadas de espesor y para aplicaciones generales, y la 2014-T6 para secciones mucho más gruesas y sometidas a más esfuerzos. La aleación 6061-T6 tiene una aplicación considerable para extrusiones que requieren secciones delgadas y una buena resistencia a la corrosión. La aleación 2014-T6 es la principal aleación de forja, especialmente para los trenes de aterrizaje y los cilindros hidráulicos. La aleación 6061-T6 y su contraparte forjada 6151-T6 a menudo se utilizan en accesorios diversos por razones de gasto económico y mayor resistencia contra la corrosión, cuando las piezas no están sometidas a grandes esfuerzos.
Para estructuras que soportan bajas tensiones en aviones ligeros, aleaciones 3003-H12, H14 y H16; 5052-O, H32, H34 y H36; a veces se emplean 6061-T4 y T6. Estas aleaciones también son selecciones primarias para los tanques de combustible, aceite lubricante y tanques de aceite hidráulico, tuberías y tubos y soportes de instrumentos, especialmente donde se requiere la soldadura. Las aleaciones 3003, 6061 y 6951 se utilizan ampliamente en intercambiadores de calor soldados y accesorios hidráulicos. Las aleaciones desarrolladas recientemente, como 5086, 5454, 5456, 6070 y las nuevas aleaciones soldables de aluminio, magnesio y zinc, ofrecen ventajas de resistencia sobre las mencionadas anteriormente.
El ensamblaje de las láminas de los aviones ligeros se logra principalmente con remaches hechos en las aleaciones 2017-T4, 2117-T4 o 2024-T4. Los tornillos autorroscantes para láminas de metal están disponibles en las aleaciones de aluminio, pero los tornillos de acero revestidos de cadmio se usan más comúnmente para tener una mayor resistencia al corte y facilidad de conducción. La aleación 2024-T4 con recubrimiento anódico es estándar para tornillos, pernos y tuercas de aluminio fabricados según algunas especificaciones militares. Sin embargo, la aleación 6262-T9 es superior para las tuercas debido a su virtual inmunidad al agrietamiento por corrosión bajo tensión.